# Syria Planum
Syria Planum és un altiplà de la superfície de Mart.

## Característiques
S'hi troba situat en el quadrangle Phoenicis Lacus (MC-17), concretament dins de la regió volcànica de Tharsis, al sud del Noctis Labyrinthus.
S'alça entre 6 i 8 quilòmetres per sobre del datum marcià. Presenta una concentració destacada de petits volcans escut; les laves que van conformar la superfície de l'altiplà han estat datades en un rang situat entre el període noèic tardà i el període hespèric tardà.